# Bahnstrecke Solothurn–Herzogenbuchsee
| Bahnhof Inkwil nach Stilllegung, kurz vor Abbruch |                                                                     |                                             |                                             |
| Streckennummer (BAV): | 415 (Wanzwil–Solothurn) 416 (Wanzwil–Inkwil (Tunnel Wolfacher Süd)) |                                             |                                             |
| Spurweite: | 1435 mm (Normalspur)                                                |                                             |                                             |
| Stromsystem: | 15 kV 16,7 Hz ~                                                     |                                             |                                             |
| |                                                                     |                                             |                                             |
| \| \| \| von Biel \| \| \| \| \| von Moutier \| \| \| \| \| von Büren an der Aare–Lyss \| \| \| \| \| von Burgdorf \| \| \| \| \| Schmalspurbahn von Niederbipp \| \| \| \| 80,3 \| Solothurn \| 432 m ü. M. \| \| \| \| Schmalspurbahn nach Zollikofen–Bern \| \| \| \| 80,0 \| nach Olten \| nach Olten \| \| \| 79,0 \| Scintilla \| 431 m ü. M. \| \| \| \| A5 \| \| \| \| \| Emme \| \| \| \| 77,3 \| Derendingen \| 437 m ü. M. \| \| \| 74,8 \| Subingen \| 443 m ü. M. \| \| \| 72,8 \| Etziken \| 458 m ü. M. \| \| \| 69,9 \| Inkwil \| 440 m ü. M. \| \| \| \| Ausbaustrecke Solothurn–Wanzwil \| \| \| \| \| Wolfacher Tunnel Nord (590 m) \| \| \| \| 66,9 \| Neubaustrecke Mattstetten–Rothrist von Bern \| Neubaustrecke Mattstetten–Rothrist von Bern \| \| \| \| \| \| \| \| \| nach Olten \| \| \| \| \| \| Anschluss \| \| \| \| von Olten \| \| \| \| 66,7 \| Herzogenbuchsee \| 465 m ü. M. \| \| \| \| nach Bern \| \| |                                                                     |                                             |                                             |
| Strecke |                                                                     | von Biel                                    | von Biel                                    |
| Abzweig geradeaus und von links |                                                                     | von Moutier                                 | von Moutier                                 |
| Abzweig geradeaus und ehemals von rechts |                                                                     | von Büren an der Aare–Lyss                  | von Büren an der Aare–Lyss                  |
| Abzweig geradeaus und von rechts |                                                                     | von Burgdorf                                | von Burgdorf                                |
| Abzweig geradeaus und von links |                                                                     | Schmalspurbahn von Niederbipp               | Schmalspurbahn von Niederbipp               |
| Bahnhof | 80,3                                                                | Solothurn                                   | 432 m ü. M.                                 |
| Abzweig geradeaus und nach rechts |                                                                     | Schmalspurbahn nach Zollikofen–Bern         | Schmalspurbahn nach Zollikofen–Bern         |
| Abzweig geradeaus und nach links | 80,0                                                                | nach Olten                                  | nach Olten                                  |
| ehemaliger Haltepunkt / Haltestelle | 79,0                                                                | Scintilla                                   | 431 m ü. M.                                 |
| Brücke |                                                                     | A5                                          | A5                                          |
| Brücke über Wasserlauf |                                                                     | Emme                                        | Emme                                        |
| ehemaliger Bahnhof | 77,3                                                                | Derendingen                                 | 437 m ü. M.                                 |
| ehemaliger Bahnhof | 74,8                                                                | Subingen                                    | 443 m ü. M.                                 |
| ehemaliger Haltepunkt / Haltestelle | 72,8                                                                | Etziken                                     | 458 m ü. M.                                 |
| ehemaliger Bahnhof | 69,9                                                                | Inkwil                                      | 440 m ü. M.                                 |
| Strecke von links · Abzweig ehemals geradeaus und nach rechts |                                                                     | Ausbaustrecke Solothurn–Wanzwil             | Ausbaustrecke Solothurn–Wanzwil             |
| Tunnel · Strecke (außer Betrieb) |                                                                     | Wolfacher Tunnel Nord (590 m)               | Wolfacher Tunnel Nord (590 m)               |
| Abzweig geradeaus und von rechts · Strecke (außer Betrieb) | 66,9                                                                | Neubaustrecke Mattstetten–Rothrist von Bern | Neubaustrecke Mattstetten–Rothrist von Bern |
| Tunnelanfang · Strecke (außer Betrieb) |                                                                     |                                             |                                             |
| Strecke nach links (im Tunnel) · Kreuzung mit Tunnelstrecke (Strecke geradeaus außer Betrieb) |                                                                     | nach Olten                                  | nach Olten                                  |
| |                                                                     |                                             | Anschluss                                   |
| Abzweig geradeaus und von links |                                                                     | von Olten                                   | von Olten                                   |
| Bahnhof | 66,7                                                                | Herzogenbuchsee                             | 465 m ü. M.                                 |
| Strecke |                                                                     | nach Bern                                   | nach Bern                                   |

Die Bahnstrecke Solothurn–Herzogenbuchsee war eine Eisenbahnstrecke zwischen Solothurn und Herzogenbuchsee in der Schweiz. Die Strecke wurde 1857 eröffnet, 1992 für den Personenverkehr stillgelegt und ein Teil davon 2004 als umgebaute Ausbaustrecke Solothurn–Wanzwil wiedereröffnet. Umgangssprachlich im lokalen Bereich wurde die Bahn auch als «Buchsibahn» bezeichnet.

## Geschichte

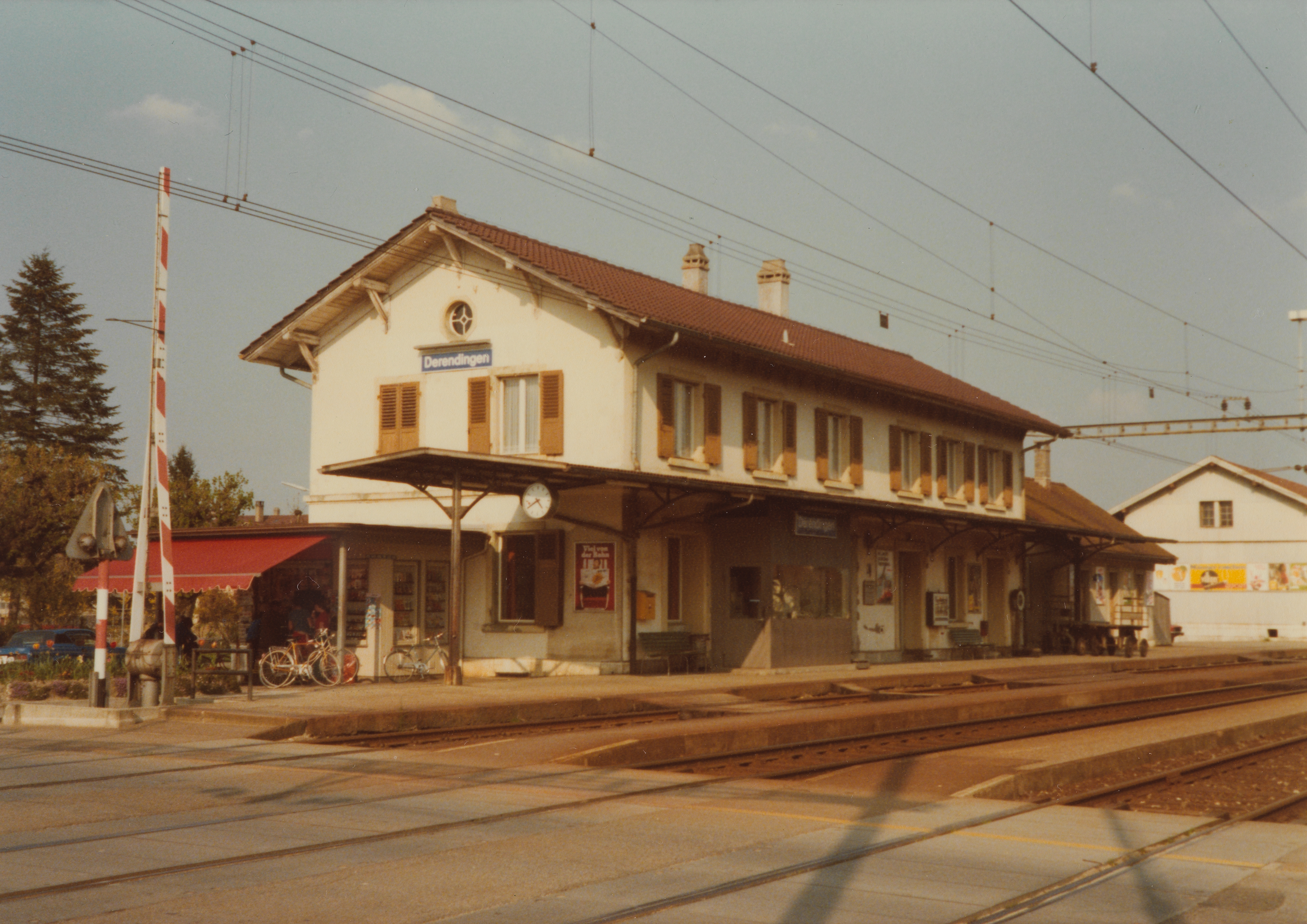
Bahnhof Derendingen (1980)

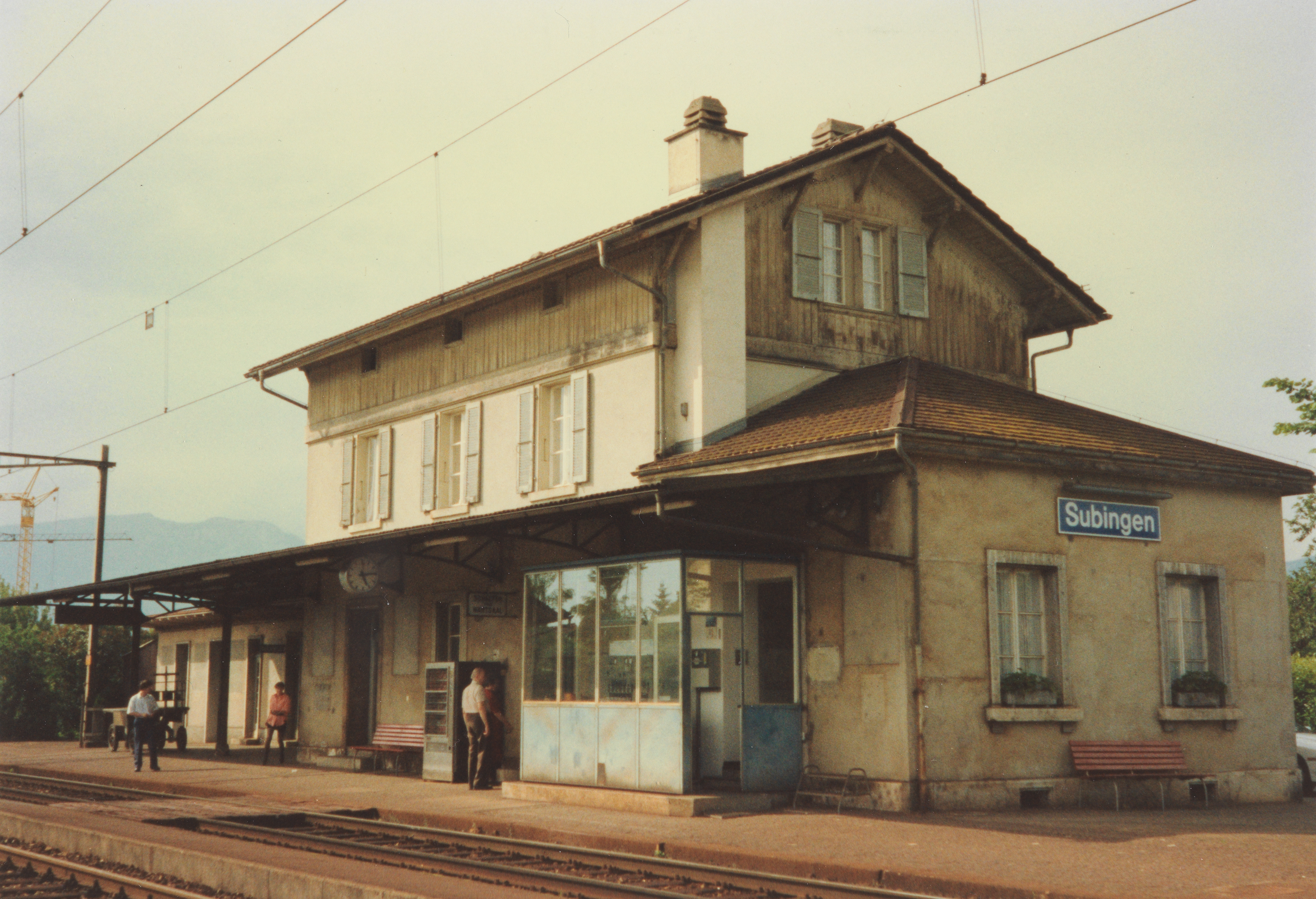
Bahnhof Subingen (1992)

Die Bahnstrecke Herzogenbuchsee–Solothurn samt der Fortsetzung Solothurn–Biel wurde am 1. Juni 1857 einspurig als Teil der Jurasüdfusslinie von der Schweizerischen Centralbahn (SCB) eröffnet. Herzogenbuchsee besass seit dem 16. März 1856 einen Bahnanschluss nach Aarburg-Oftringen, und am 16. Juni 1857 wurde die Ortschaft mit der Eröffnung der Strecke nach Bern Wylerfeld zu einem Eisenbahnknoten, der den Anfang einer bedeutenden wirtschaftlichen Entwicklung markierte und zum Bau eines Bahnhofquartiers führte.
Ihre besten Zeiten sah die Strecke zwischen ihrer Eröffnung und 1876, dem Jahr, in dem die Bahnstrecke Olten–Solothurn eröffnet wurde. Mit dieser nahm der Verkehr am Jurasüdfuss nun den kürzeren und direkten Weg vom Eisenbahnknoten Olten nach Solothurn und degradierte die Strecke von Herzogenbuchsee nach Solothurn zu einer Nebenlinie.
Die Strecke verfügte zuerst über Stationen in Inkwil und Subingen, diejenigen in Derendingen und Etziken kamen erst später hinzu. 1944 wurde die Strecke elektrifiziert und der dünne Fahrplan etwas ausgebaut. In den 1970er-Jahren prüfte man die Stilllegung der Strecke, schob sie aber auf. Am 30. Mai 1992 wurde dann schliesslich der Personenverkehr auf der Strecke eingestellt und durch eine Buslinie ersetzt. Die Strecke wurde entelektrifiziert und abschnittsweise als Abstellgleis verwendet.
Die offizielle Stilllegung durch den Bundesrat erfolgte 2002, da das Trassee für die Ausbaustrecke Solothurn–Wanzwil benötigt wurde.

## Ausbaustrecke Solothurn–Wanzwil
Mit der Planung von Neubaustrecken im Rahmen des Projekts Bahn 2000 tauchte die Strecke ab den 1980er-Jahren wiederholt als mögliche Variante für den Verlauf der Neubaustrecke im Mittelland zwischen Olten und Bern auf. Konkret standen zuletzt vier Varianten zur Diskussion, wobei die Wahl für die neue Hauptlinie auf die Neubaustrecke Mattstetten–Rothrist fiel. Die damit nicht direkt realisierbare Anbindung Solothurns wurde durch die «Variante Süd Plus» kompensiert, einen Abzweig von der NBS Mattstetten–Rothrist bei Wanzwil, welcher der stillgelegten Strecke folgt. Realisiert wurde die Ausbaustrecke Solothurn–Wanzwil unter Beibehaltung der alten Streckenführung zwischen Solothurn und Inkwil und dem Abbruch des Teilstücks Inkwil–Herzogenbuchsee, auf dessen halber Strecke Wanzwil liegt. Bei Inkwil teilt sich die einspurig gebliebene Ausbaustrecke in zwei Einröhren-Tunnels, die kreuzungsfrei in die NBS in Richtung Rothrist eingeführt werden. Die Ausbaustrecke wurde im Dezember 2004 zusammen mit der NBS eröffnet und dient ausschliesslich dem Fernverkehr; Haltepunkte existieren an der ABS keine mehr. Die Höchstgeschwindigkeit beträgt von Solothurn bis Subingen 140 km/h und ab dort 200 km/h. Die Schnellfahrweiche beim Übergang in die Strecke Mattstetten–Rothrist kann ebenfalls mit 200 km/h befahren werden.